# Mydaea impedita
Mydaea impedita är en tvåvingeart som beskrevs av Stein 1920. Mydaea impedita ingår i släktet Mydaea och familjen husflugor. Inga underarter finns listade i Catalogue of Life.